# イベントデータレコーダー

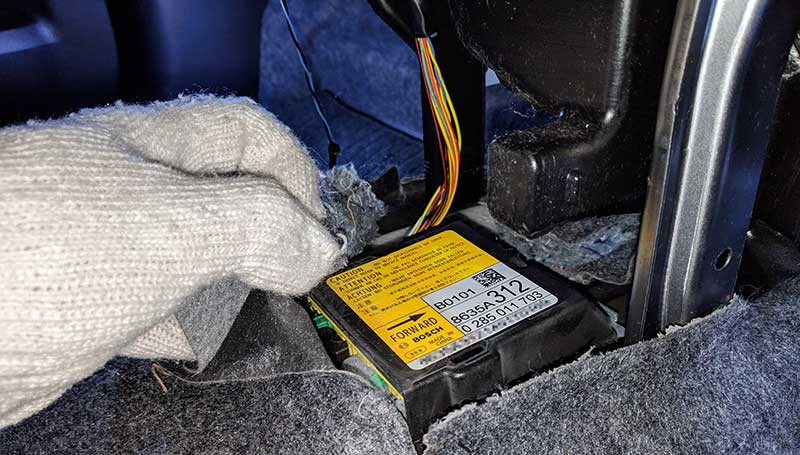
軽自動車の運転席足元に設置されたエアバッグECU。イベントデータレコーダー (EDR) としての機能を備える。

イベントデータレコーダー（日本語：事故情報計測・記録装置、英語: Event Data Recorder, EDR）とは、車載型の事故記録装置の一種で、事故前後の車両の情報を記録する。
自動車メーカーが標準装備品として自動車製造時に車体に組み込む。装置本体はエアバッグの電子制御ユニット（ECU）に内蔵される。衝撃耐性が高い。
航空機に搭載される「ブラックボックス」に近い性格の装置である。
日本車においては1999年頃の生産車から搭載されるようになり、2022年7月から装備が義務化される。
したがって義務化以前の生産車や、平成初期・昭和時代の旧車には搭載されておらず、これらの車種で事故を起こした場合、解析はドライブレコーダーに頼るしかない。

## イベントデータレコーダーと事故分析

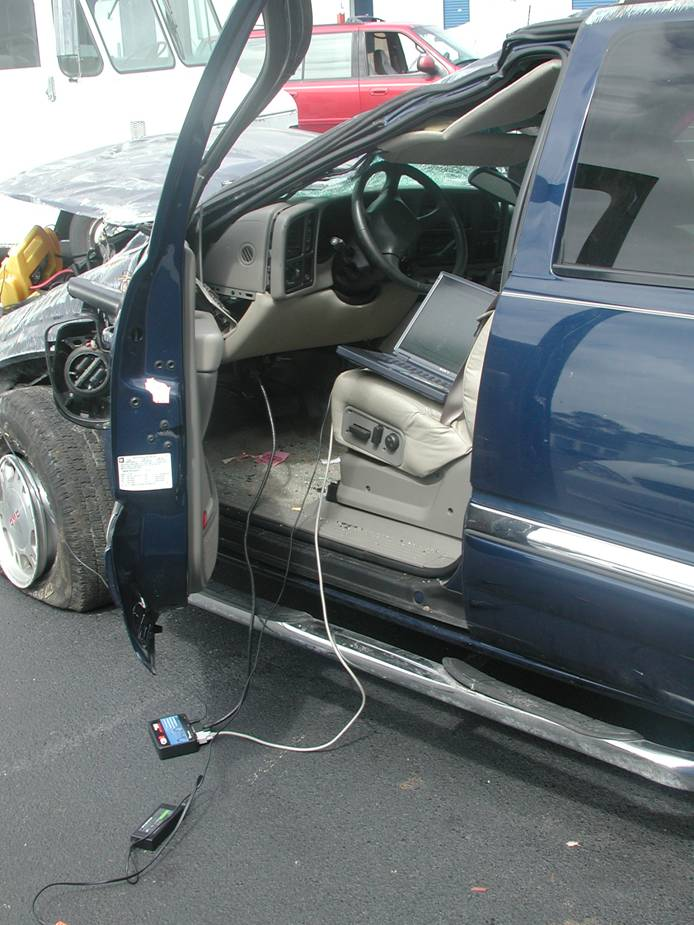
事故車両を診断する様子。

EDRは、ブレーキが使用されたかどうか、衝撃、ハンドル操作時点の速度とシートベルトがクラッシュの間に締められたかどうか記録することができる。
衝突事故の前後に、自動車の挙動がどうであったかを、公的な機関が判断することを助けるために、このイベントデータレコーダー（以下EDR）を回収して分析することができる。
さまざまな形態のEDRがあり、衝突までの数分間を記録し、オーバーライトしながらデータを記録し続けるもの、常時作動し、速度か角運動量における急変などの衝突と似たような事象によって、動作記録をロックされるもの、交通事故が終わるまで記録し続けるものなどがある。事故現場で回復されるまで情報を保持するタイプもあれば、データを無線で当局（警察や損害保険会社など）に送ることができるタイプもある。
車両事故の分析において、複数の車両が関係するケースでは互いの運転手の言い分が食い違うことが少なくなく（両者とも「進行方向の信号は青であった」と主張する例）、また当事者の一方が死亡するなどのケースもあるため、互いの責任割合がどのくらいの比率になるかを判断するためには、現場に残されたブレーキ痕や車両部品の破片の分布・周囲からの証言などを基にして、推測で判断せざるを得なかったが、この装置を活用することで客観的な分析が可能となったことで、導入車における事故処理の迅速化につながっている。
現在、アメリカ合衆国には、国家道路交通安全局 (National Highway Traffic Safety Administration) がEDRの統一規格を開発し、全ての新車にそのEDRの装着を義務づけるように働きかけている（ロビー活動）グループもあり、義務付けが予定されている。現在では、アメリカ国内法で装備する必要はないが、いくつかのメーカーが自発的にEDRの装着を始めた。
2003年の時点で、EDRを装備している自動車車両が、世界で少なくとも4000万台あった。また、アメリカの損害保険会社が免許一年未満の運転者に無償貸し出しサービスを始め、近親者に電子メールで内容を報告するサービスも行っている。
日本国内では、自動車メーカー製造時にEDRを内蔵している車種が増えている。車速、エンジン（モーター）回転数、アクセル・ブレーキの踏み具合、ABSやESPの作動状況、シートベルトの着用の有無、ハンドルの角度を自動的に記録する。トヨタ自動車は2012年以降のすべての新型車にEDRを搭載している。国土交通省は2021年9月30日に、乗車定員10人未満の乗用車並びに車両総重量3.5トン以下の貨物車について、事故時の車速、加速度、シートベルト着用有無などの情報を記録する「事故情報計測・記録装置」（EDR）の装備を義務付ける事を発表した。新型車は2022年7月1日から、継続生産車は2026年7月1日から義務化される。また、2024年6月14日には乗車定員10人以上の乗用車および車両総重量3.5トン超の貨物車についても新型車は2026年12月1日から、継続生産車は2029年12月1日からEDRの装備を義務化することを発表した。
なお、衝突被害軽減ブレーキの搭載車等でシステムの作動のため画像処理を行っている車両であれば、前方カメラの映像を記録に転用できるのではないかという指摘がしばしばなされることがあるが、このような解析を目的としたカメラは映像の再生には適さず、分析アルゴリズムなどの技術流出を防ぐ目的もあって、映像記録用としては活用されていないとされているが、中には記録を行っているものがある。使用者の希望により映像録画機能を停止することも可能とされている。
EDRから事故発生時のデータ読み出しを行う機器を一般に「Crash Data Retrieval（CDR）」と呼び、CDRを使って事故分析を行う能力を認定する「CDRアナリスト」という資格も存在する。アメリカでは2012年9月以降、自動車に搭載される全てのEDRがCDRによるデータ読み出しに対応することが義務付けられた。CDRアナリストは民間資格で、2020年現在はCDRを製造するメーカーが個別に認定を行っているが、最大手のBOSCHによる資格が一般に知られている。

## 類似の装置

### ドライブレコーダー
自動車事故発生時の状況を記録するための車載型の装置として、カメラで映像を記録するためのドライブレコーダーがある。ドライブレコーダーは後付けされるものが主流で、ユーザーが自分で購入して取り付けたり、ディーラーオプションとして取り付ける。
商用車向けドライブレコーダーでは、ブレーキを踏んだかどうかも記録する（EDRと同様）。

### その他の自動車事故記録装置
車載するのではなく交差点に設置して自動車事故発生時の状況を記録する装置として、交通事故自動記録装置（TAAMS）がある。

### 自動車以外の記録装置
自動車以外のデータロガーとしては、航空機に取り付けて各種情報を記録するフライトデータレコーダー（FDR）や、船舶に取り付けて各種情報を記録する航海データ記録装置（VDR）がある。航空機では、操縦席での音声記録を録音するコックピットボイスレコーダーとFDRを併せたものがブラックボックスと呼ばれる。
鉄道車両に搭載されるものは運転状況記録装置と呼ばれる。新幹線0系電車にはATC信号の記録装置が装備されており鳥飼事故の際、事故の全貌解明に貴重な資料となった。JR西日本207系電車にも非常ブレーキをトリガとする記録装置が搭載されておりJR福知山線脱線事故の事故解明に用いられたが不十分だったため建議が当時の航空・鉄道事故調査委員会によって「列車走行状況等を記録する装置の設置と活用」が出され、その後設置が進んだ。